# Gelbe Diebsameise
Die Gelbe Diebsameise (Solenopsis fugax), auch Diebische Zwergameise genannt, ist eine Ameisenart aus der Unterfamilie der Knotenameisen (Myrmicinae). Sie zeichnet sich durch ihre kleptoparasitäre Lebensweise aus und kommt u. a. in Mitteleuropa vor.

## Merkmale
Die winzigen Arbeiterinnen sind hell gelblich gefärbt und haben eine Körperlänge von etwa 1,5 bis zu drei Millimetern. Die Facettenaugen sind klein und bestehen nur aus sechs bis neun einzelnen Ommatiden. Das Propodeum ist nach hinten steil abfallend und trägt keine Dornen. Die Männchen und die Königinnen haben eine dunkelbräunliche bis schwarze Färbung und sind weitaus größer als die Arbeiterinnen. Die Männchen sind 3,5 bis 5 Millimeter lang, die Weibchen 5 bis 6,5 Millimeter. Die Gelbe Diebsameise ist mit einem wirksamen Giftstachel ausgestattet. Ihr Stich ist für den Menschen relativ harmlos, im Gegensatz zu einigen anderen Vertretern der Feuerameisen.

## Verbreitung
Die Art ist in Mitteleuropa und Südeuropa verbreitet und auch auf den Britischen Inseln heimisch.
Nördlich der Alpen ist Solenopsis fugax die einzige Vertreterin der Feuerameisen. Sie kommt im südlichen Schweden vereinzelt bis zum 58. Breitengrad vor. Beständige Populationen sind allerdings erst in wärmeren Gebieten zu finden. An klimatisch günstigen Lagen in Mittel- und Süddeutschland ist sie teilweise recht häufig. Sie nutzt vorwiegend flache, wärmebegünstigte Standorte mit trockenem, sandigem Untergrund mit spärlicher Vegetation oder Trockenrasen. Auch steiniger, felsiger Boden und urbane Flächen werden besiedelt.

## Lebensweise
Die Kolonien werden recht volksstark mit oft einigen 100.000 Arbeiterinnen und mehreren Königinnen. Die Art zeigt sich gegenüber Neststörungen sehr aggressiv. In kurzer Zeit kann eine große Zahl Arbeiterinnen zum Kampf rekrutiert werden. Sie setzen ihren wirksamen Giftstachel ein und verwenden gegen andere Ameisen eine abschreckend wirkende Repellentsubstanz.

### Ernährung
Die Gelbe Diebsameise ernährt sich kleptobiotisch bei größeren Ameisenarten. Sie nutzt einen Teil der eingetragenen Beute ihrer Wirte, hauptsächlich aber die Eier, Larven und Puppen. Selbst ohne Wirtsameisen ist diese Art überlebensfähig und kann sich von Aas und kleinen Gliederfüßern ernähren. Darüber hinaus betreibt sie Trophobiose mit unterirdisch lebenden Blatt- und Schildläusen. Wenn bei der Ernährung neben der Kleptobiose auch andere Nahrungsquellen genutzt werden, entstehen wesentlich größere Arbeiterinnen, sogenannte „Major“-Arbeiterinnen. Bei rein kleptobiotischer Ernährung gibt es nur sehr kleine Arbeiterinnen.

### Nestbau

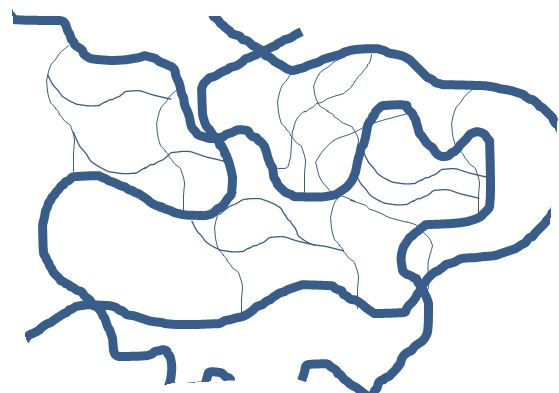
Zeichnung von Gängen von Solenopsis fugax innerhalb eines Nestes einer größeren Ameisenart

Die Nester werden immer unterirdisch im offenen Feld oder im Schutz von Steinen gebaut. Oft befinden sie sich in unmittelbarer Nähe der Nester ihrer Wirtsameisen. Kleine, schmale Gänge von 1 Millimeter Durchmesser führen in die fremden Nester, um Zugang für Raubzüge zu schaffen. Die anderen Ameisen können durch die engen Gänge nicht folgen.

### Fortpflanzung
Die Schwärmzeit ist zwischen Ende August und Anfang Oktober. Die Geschlechtstiere schwärmen an warmen Nachmittagen, sowohl an sonnigen als auch an bedeckten Tagen. Meist finden die Hauptschwärme zwischen 11.00 und 15.00 Uhr statt. Die Begattung findet im Flug statt. Riesige Wolken von fliegenden Tieren stehen dabei in der Luft. Danach breiten sich die Jungköniginnen aus oder sinken am Paarungsort zu Boden und werfen die Flügel ab. Die Koloniegründung erfolgt meist claustral. Oft werden Jungköniginnen auch wieder ins Mutternest aufgenommen. Außerdem können Koloniegründungen auch über Zweignestbildung erfolgen.

## Systematik
Gelegentlich wird die Gelbe Diebsameise in die Untergattung Diplorhoptrum gestellt.
Der Name Solenopsis fugax ist eigentlich nicht gesichert, da Typusexemplare im Muséum national d’histoire naturelle in Paris anscheinend nicht mehr zu finden sind. Die Originalbeschreibung von Latreille lässt keine Artdiagnose zu.

### Synonyme
Aus der Literatur sind folgende Synonyme für Solenopsis fugax bekannt:
- Myrmica flavidula Nylander
- Solenopsis fugax var. kasalinensis Emery
- Solenopsis orbula var. latroides Ruzsky
- Solenopsis fugax subsp. orientalis Ruzsky
- Solenopsis (Diplorhoptrum) fugax var. debilior Santschi
- Solenopsis (Diplorhoptrum) fugax var. pontica Santschi
- Solenopsis (Diplorhoptrum) fugax var. scythica Santschi